# Aleksandr Perov
Aleksandr Nikolayevich Perov (nascido em 2 de junho de 1955) é um ex-ciclista soviético.
Conquistou a medalha de prata pela União Soviética na prova de perseguição por equipes (4 000 m) nos Jogos Olímpicos de Verão de 1976, em Montreal.